# Agylla vittata
Agylla vittata là một loài bướm đêm thuộc phân họ Arctiinae, họ Erebidae.